# Ormosia yankovskyi
Ormosia yankovskyi (лат.) — вид двукрылых рода Ormosia из семейства комары-лимонииды, или болотницы (Eriopterini, Chioneinae, Limoniidae). Встречается в Азии: Дальний Восток России (Приморский край) и КНДР.

## Описание
Мелкие комары. Длина около 4 мм. У самцов членики жгутика антенн (как и у других представителей подрода Oreophila, к которому таксон относится) более или менее цилиндрические, простые. Близок к виду Ormosia confluenta Alexander, 1922, известному с островов (Кунашир, Шикотан, Сахалин, Хонсю) и, возможно, является его подвидом.

## Таксономия
Вид был впервые описан в 1940 году американским энтомологом Чарлзом Александером по типовому материалу из Северной Кореи, собранному A. Yankovsky (1938).